# Rafał Rajewicz
Rafał Rajewicz (ur. 2 lipca 1988 w Głogowie) – polski koszykarz grający na pozycji silnego skrzydłowego lub środkowego. Wychowanek Chrobrego Głogów. W swojej karierze rozegrał 85 meczów w Polskiej Lidze Koszykówki, obecnie zawodnik Dzików Warszawa.
Od 2006 był zawodnikiem Zastalu Zielona Góra, z którym miał kontrakt do końca sezonu 2012/13. Od lutego 2011 do końca sezonu 2010/11 był wypożyczony do Siarki Tarnobrzeg. W sezonie 2012/2013 ponownie został wypożyczony, tym razem do Kotwicy Kołobrzeg. Od września 2013 zawodnik SKM-u Nowa Sól, występującego w rozgrywkach II ligi. W październiku 2013, po rozegraniu w barwach Muszkieterów (z powodów sponsorskich SKM występuje pod taką nazwą) 5 meczów ligowych, został wypożyczony do Jeziora Tarnobrzeg. W Jeziorze rozegrał 9 meczów w Polskiej Lidze Koszykówki, po czym doznał kontuzji i w lutym 2014 rozwiązał z tym klubem umowę. W sezonie 2014/2015 ponownie reprezentował barwy Muszkieterów, rozgrywając w sumie 17 meczów w rozgrywkach II ligi. W styczniu 2015 roku został włączony do składu pierwszej drużyny Stelmetu Zielona Góra, jednak ostatecznie nie wystąpił w żadnym meczu tej drużyny ze względu na odniesioną kontuzję, przez którą przedwcześnie skończył swoje występy w sezonie 2014/2015. W lipcu 2015 podpisał kontrakt z pierwszoligowym wówczas klubem SKK Siedlce.
Jest leworęczny.

## Statystyki w Polskiej Lidze Koszykówki
| Sezon   | Drużyna             | M  | S5 | MPG  | FG%   | 3P%  | FT%   | RPG | APG | SPG | BPG | PPG |
| ------- | ------------------- | -- | -- | ---- | ----- | ---- | ----- | --- | --- | --- | --- | --- |
| 2010/11 | Zastal Zielona Góra | 9  | 1  | 9,5  | 43,0% | 0,0% | 14,0% | 2,3 | 0,1 | 0,0 | 0,2 | 1,4 |
| 2010/11 | Siarka Tarnobrzeg   | 10 | 10 | 31,6 | 62,0% | 0,0% | 71,0% | 6,4 | 0,4 | 0,6 | 1,2 | 9,3 |
| 2011/12 | Zastal Zielona Góra | 28 | 5  | 9,6  | 58,0% | 0,0% | 36,7% | 3,0 | 0,2 | 0,3 | 0,4 | 2,5 |
| 2012/13 | Kotwica Kołobrzeg   | 29 | 9  | 16,3 | 50,5% | 0,0% | 46,2% | 4,3 | 0,3 | 0,2 | 0,5 | 4,0 |
| 2013/14 | Jezioro Tarnobrzeg  | 9  | 1  | 16,7 | 57,9% | 0,0% | 40%   | 3,9 | 0,3 | 0,4 | 0,6 | 2,9 |